# Afrixalus morerei
Espèce
Synonymes
- Afrixalus septentrionalis morerei Dubois, 1986 "1985"
- Afrixalus dabagae Pickersgill, 1992

Statut de conservation UICN

 VU B1ab(iii) : Vulnérable
Afrixalus morerei est une espèce d'amphibiens de la famille des Hyperoliidae.

## Répartition
Cette espèce est endémique du Sud de la Tanzanie. Elle se rencontre entre 1 300 et 2 050 m d'altitude dans les monts Udzungwa. Elle pourrait être présente dans les monts Uluguru,.

## Étymologie
Cette espèce est nommée en l'honneur de Jean-Jacques Morère.

## Publication originale
- Dubois, 1986 "1985" : Miscellaenia nomenclatorica batrachologica (IX). Alytes, vol. 4, p. 97-100.